# François de Bonne de Lesdiguières

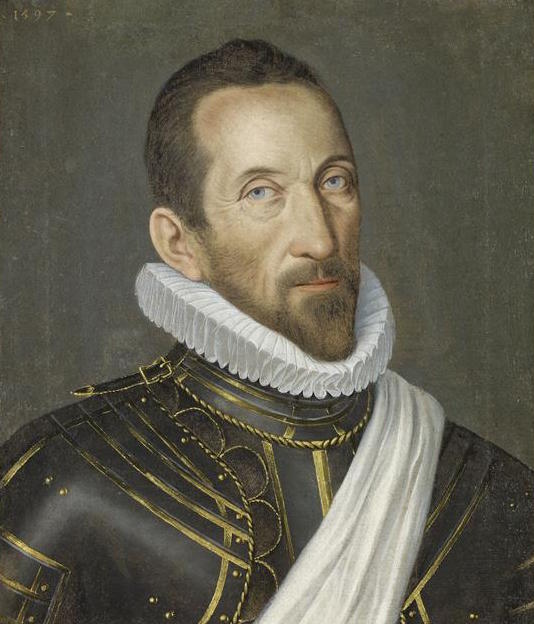
François de Bonne de Lesdiguières (1597)

François de Bonne de Lesdiguières (Saint-Bonnet-en-Champsaur, 1 april 1543 - Valence, 21 september 1626) was een Franse militair. Hij was de militaire leider van de hugenoten in de Dauphiné. Later werd hij maarschalk en connétable van Frankrijk.

## Levensloop
François de Bonne werd geboren in een vooraanstaande familie in Saint-Bonnet-en-Champsaur die tijdens zijn kindertijd was overgegaan op het protestantisme. Hij onderbrak in 1562 zijn rechtenstudie in Parijs om het protestantse leger in de Dauphiné te vervoegen. Daar viel hij op door zijn krijgskunsten; hij werd een specialist in het vechten op bergachtig terrein. Vanaf 1575 volgde hij Charles Dupuy de Montbrun op en leidde hij het protestantse leger in de Dauphiné. Hij kocht de heerlijkheid Serres en maakte van die stad zijn hoofdkwartier. In 1580 veroverde hij Embrun. Hij schaarde zich in 1585 achter Hendrik van Navarra, de latere koning Hendrik IV, van wie hij een vertrouweling werd. Hij veroverde na 1589 de ganse Dauphiné op de Heilige Liga. Zo nam hij in 1590 Grenoble in na een beleg van twee maanden. In 1595 werd hij luitenant-generaal van Provence en in 1598 van Dauphiné. Hij zag toe op het respecteren van het Edict van Nantes (1598) in de Dauphiné, zoals het inrichten van places de sûreté, versterkte, veilige plaatsen voor de hugenoten. Ook leidde hij de bouw van versterkingen (in Grenoble en in Gap), wegen, bruggen en dijken.
Vervolgens streed hij in het Franse leger tegen Savoye en Spanje. In de Slag bij Pontcharra (1598) versloeg hij het leger van hertog Karel Emmanuel I van Savoye. 
In 1609 werd hij maarschalk van Frankrijk en in 1611 pair. Zijn heerlijkheid van Lesdiguières werd verheven tot hertogdom. Het jaar erop werd hij ook gouverneur van Dauphiné. Na het Edict van Nantes was hij een gematigde stem binnen het protestantse kamp. Door het kamp te kiezen van koning Lodewijk XIII verloor hij het vertrouwen van de andere protestantse leiders. In 1622 bekeerde hij zich tot het katholicisme, meer uit politieke dan uit religieuze overwegingen. Hij werd (de laatste) connétable van Frankrijk en werd opgenomen in de Orde van de Heilige Geest. Hij voerde daarna strijd tegen protestantse opstandelingen in Zuid-Frankrijk. Zo was hij bij het beleg van Montauban in 1622. 
De Bonne de Lesdiguières verzamelde een aanzienlijk fortuin. Hij kocht kastelen in Vizille en Grenoble en stadspaleizen in verschillende steden, van Serres tot Parijs.

### Privé-leven
De Bonne de Lesdiguières huwde tweemaal. Zijn eerste huwelijk met Claudine de Béranger duurde tot haar dood in 1608. Daarna huwde hij met Marie Vignon. Met haar had hij al een verhouding sinds 1590 en nog voor hun huwelijk kreeg het koppel twee buitenechtelijke dochters. Dit veroorzaakte schandaal in het bijzonder omdat Marie Vignon toen zelf nog getrouwd was.

## Grafmonument

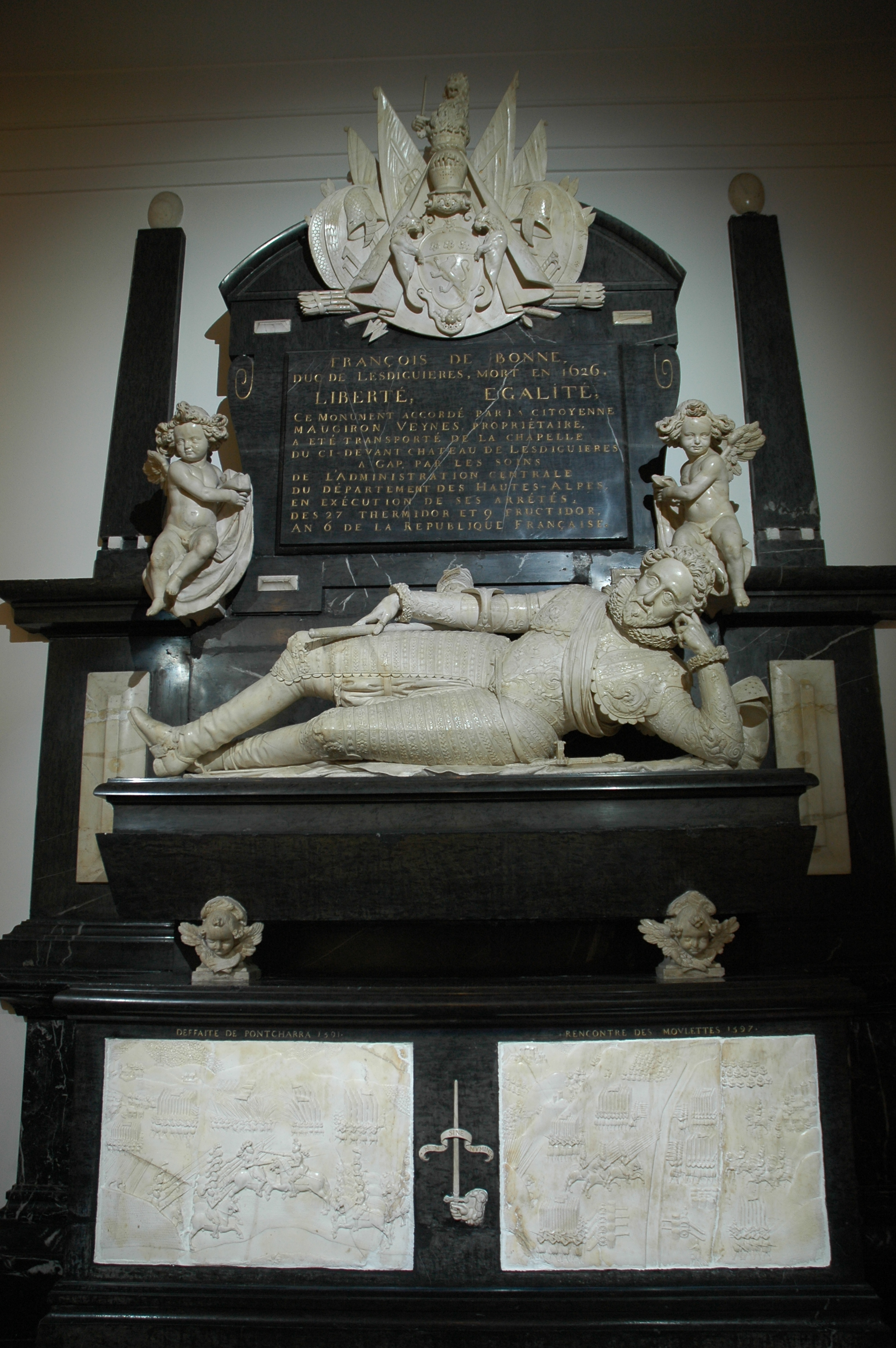
Grafmonument voor François de Bonne de Lesdiguières (Musée départemental in Gap)

Na zijn dood werd in zijn kasteel van Glaizil in Champsaur een mausoleum met monumentaal grafmonument voor hem opgericht. Het monument in zwart en wit marmer is het werk van de Lotharingse beeldhouwer Jacob Richier (1586-1640). Na de Franse Revolutie werd het monument geschonken aan het departement Hautes-Alpes. Het wordt tentoongesteld in het Musée départemental in Gap.
- Biblioteca Nacional de España: XX998887
- Bibliothèque nationale de France: cb13517578n (data)
- Gemeinsame Normdatei: 118727745
- International Standard Name Identifier: 0000 0000 6120 6185
- Library of Congress Control Number: nr93006963
- Nationale Bibliotheek van Tsjechië: jo20191035983
- Nederlandse Thesaurus van Auteursnamen: 321644972
- RKD-Nederlands Instituut voor Kunstgeschiedenis: 490872
- Istituto Centrale per il Catalogo Unico: TO0V468034
- LIBRIS: 317187
- SNAC: w6mp81vz
- Système universitaire de documentation: 035725079
- Virtual International Authority File: 44455556
- WorldCat: E39PBJrcppKyq4vGWq49G6JMT3